# Louis de Bourbon, comte de Clermont
Louis de Bourbon, comte de Clermont-en-Argonne (* 15. Juni 1709 in Versailles; † 16. Juni 1771 auf Château de Berny in Fresnes (Val-de-Marne)) war ein französischer Kirchenmann und Feldherr. Er war Prinz von Geblüt, Graf von Clermont, Pair von Frankreich und Herzog von Châteauroux. Als Kirchenmann war er Abt von Saint-Germain-des-Prés, Le Bec, St. Claude und anderen Abteien. Er war Ritter des königlichen Michaelsordens und des Ordens vom Heiligen Geist. Als Soldat war er Oberbefehlshaber der französischen Rheinarmee im Siebenjährigen Krieg und unterlag 1758 in der Schlacht bei Krefeld dem Prinzen Ferdinand von Braunschweig. Louis de Bourbon war ab 1754 Mitglied der Académie française.

## Leben

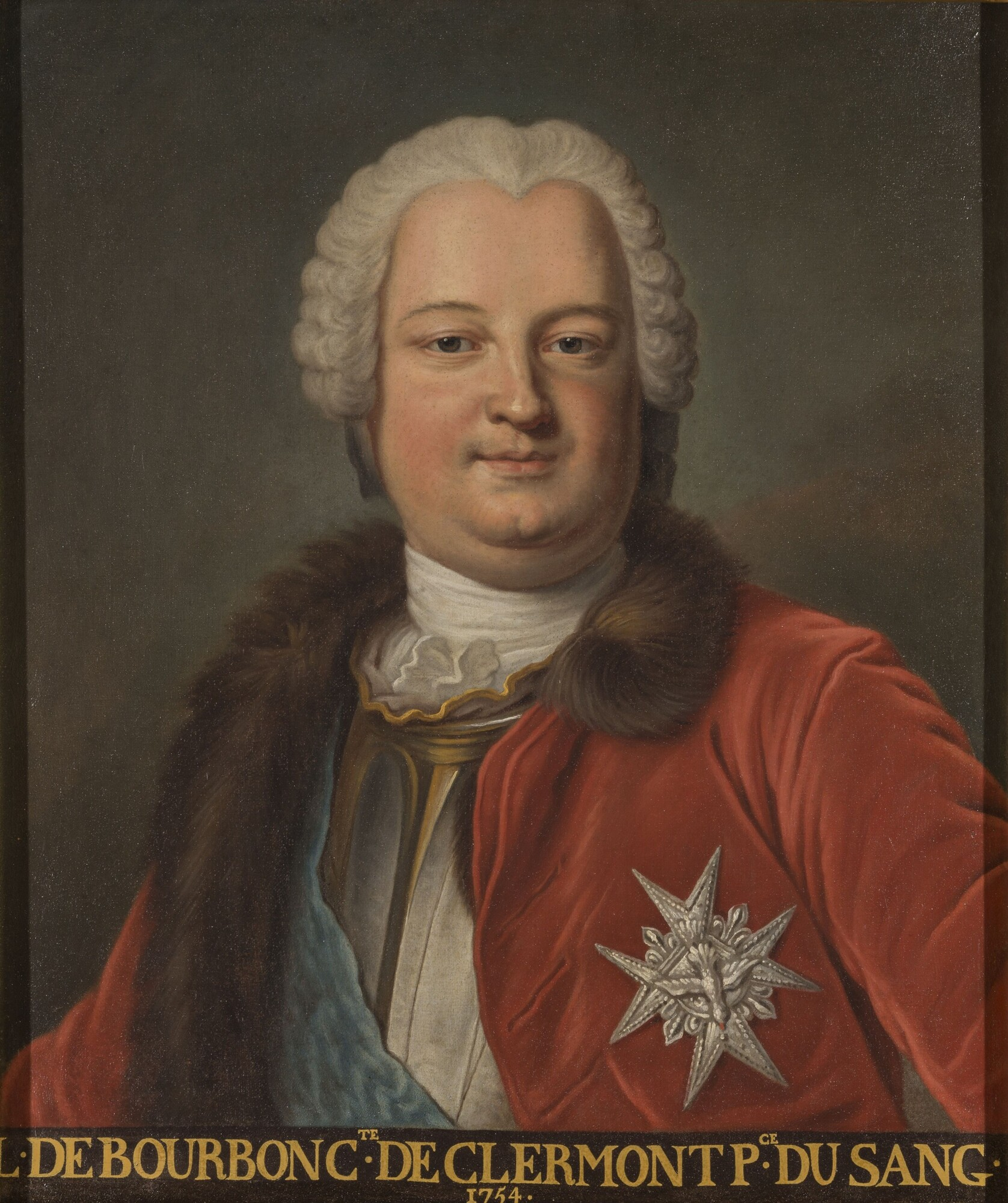
Comte de Clermont, mit den Insignien eines Kommandeurs des Ordens vom heiligen Geist: dem Ordensstern auf der Brust und dem Cordon bleu über der Schulter.

Louis de Bourbon war der dritte Sohn Louis III. de Condé, und der Louise Françoise de Bourbon, einer legitimierten Tochter Ludwigs XIV. mit der Montespan. Er wurde in Versailles geboren und sollte eigentlich den Titel eines Grafen de La Marche tragen, den sein Vater dann aber der bourbonischen Seitenlinie Conti überließ.
Louis war dem geistlichen Stand bestimmt und erhielt daher als Kommendatarabt mehrere reiche Abteien: 1717 Nôtre Dame de Bec in der Normandie (bis 1766), 1718 St. Claude, 1721 Marmoutier und Nôtre-Dame des Eschalis und 1723 Cercamp. Am 6. April 1723 erhielt er den neuen königlichen Orden Ordre du Pavillon und am 2. Februar 1724 den Orden vom heiligen Geist, in dem er als Geistlicher zugleich die 6. Kommandeursstelle erhielt.
Nachdem der Papst Clemens XII. ihn zu diesem Zweck von seinen Gelübden dispensiert hatte, trat er in die Armee ein, nahm an den Feldzügen von 1733 und 1734 teil, diente 1734 bei der Belagerung von Philippsburg als Maréchal de camp und wurde dafür am 10. Juli 1735 zum Lieutenant-général ernannt. 1737 erhielt er außerdem die Abtei Saint-Germain-des-Prés, die ihm jährlich 130.000 Livres einbrachte. Am 26. Dezember 1736 verkaufte er das Herzogtum Châteauroux, das ihm aus dem Erbe seines Vaters zugefallen war, an den König.
Im Österreichischen Erbfolgekrieg diente er in den Feldzügen von 1743 und 1744 in den Niederlanden. Bei den Belagerungen von Ypern und Menen kommandierte er die eine Attacke, während der König, Ludwig XV., die andere führte. Am 10. Juli 1744 musste sich die Garnison von Furnes seiner Armee ergeben. Bevor es aber zur Einnahme von Nieuwpoort kommen sollte, zwang der Rheinübergang der Österreicher die französische Hauptarmee, und mit ihr Clermont, zum Marsch in das Elsass.
Während Freiburg im Breisgau belagert wurde, zog er mit einem fliegenden Korps durch das damals zu Vorderösterreich gehörende Schwaben, bis hinter Konstanz, das kampflos fiel. Bregenz dagegen konnte die Belagerung abwehren.
Im Feldzug von 1746 – dem von 1745 war er aus Eifersucht auf den Marschall von Sachsen ferngeblieben – gelang es ihm nach heftiger Belagerung, die Zitadelle von Antwerpen und die Hauptfestung Namur zu erobern. In der Schlacht bei Lauffeldt (2. Juli 1747) führte er den ersten Angriff und seine Kühnheit dabei wurde allgemein bewundert.
Seit 1743 war er als Nachfolger des verstorbenen Herzogs von Antin einer der ersten Großmeister der französischen Freimaurerlogen, was er bis zu seinem Lebensende blieb. Im September 1751 erhielt er das Gouvernement der Champagne und von Brie und ließ sich im Dezember 1753 in die Académie française (fauteuil 34) wählen, deren Mitglied er am 26. März 1754 wurde.
Am 1. Dezember 1753, dem Tag, an dem die Académie den Nachfolger für Claude Gros de Boze wählen wollte, bat Marschall Richelieu den ständigen Sekretär Mirabaud, einen Brief zu verlesen, den Clermont ihm übermittelt hatte; der Graf von Clermont bedankte sich darin bei der Académie für die Ehre, ihm den vakanten Sitz zuzuerkennen. Der auf diese Weise düpierten Gesellschaft blieb nichts anderes übrig, als sich dem Wunsch des Grafen zu beugen und ihn aufzunehmen. Clermont nahm regelmäßig an den Sitzungen teil und wurde Schirmherr der Akademie von Châlons-sur-Marne.

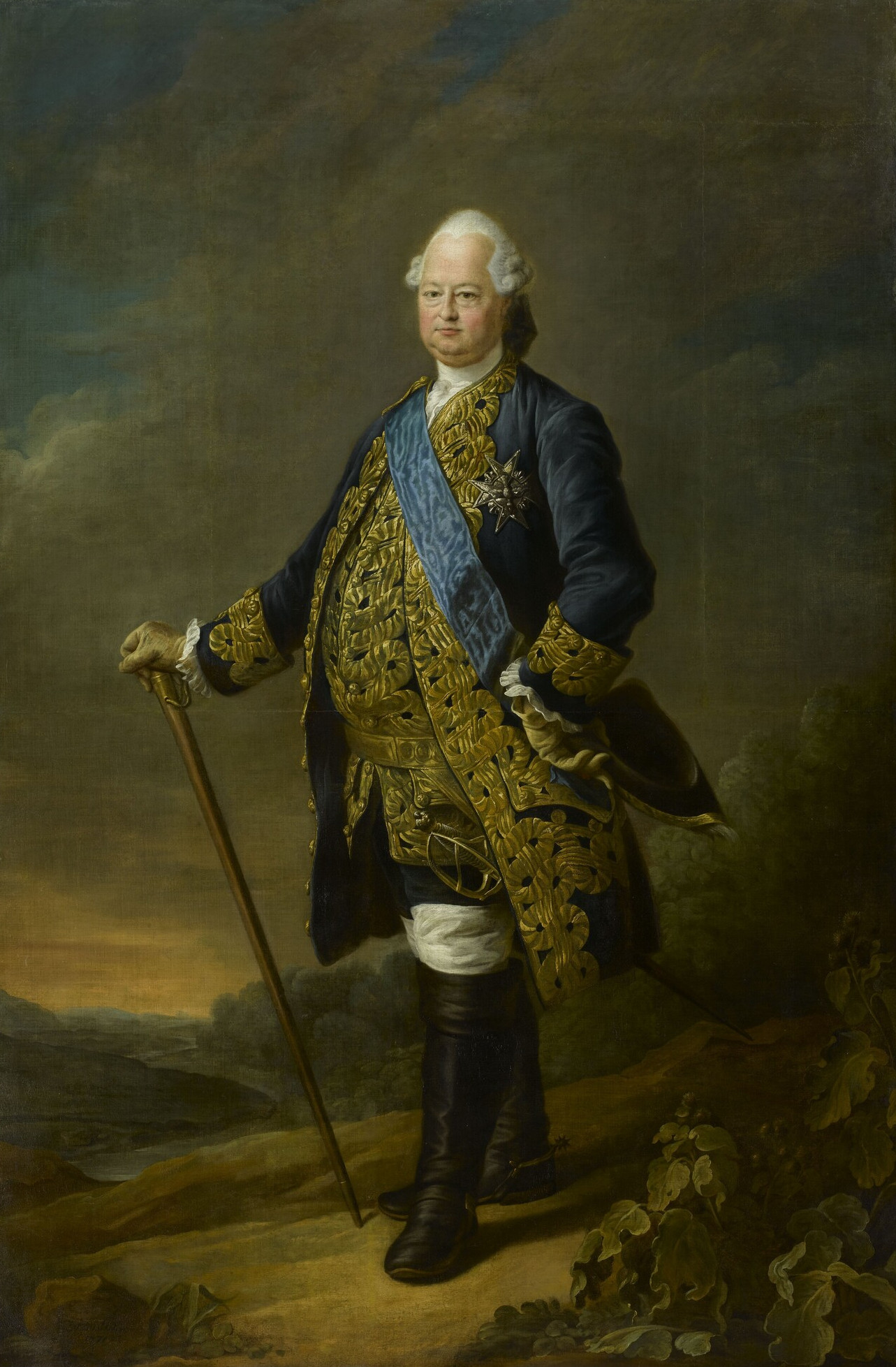
Louis de Bourbon, comte de Clermont, (1771)

Seinen bisher erworbenen Ruf als erfolgreicher Armeeführer büßte er während des Siebenjährigen Krieges im Kampf gegen die Verbündeten Preußens wieder ein. Im Jahr 1758 übernahm er, obwohl viele, darunter auch der Graf von Charolais, sein Bruder, davon abrieten, das Oberkommando über die Armee in Deutschland, das bis dahin der Marschall Richelieu gehabt hatte. Kaum war Clermont in Hannover angekommen – und vor allem mit Vergnügungen beschäftigt –, zwang ihn der Übergang der Alliierten über die Aller zur eiligen Flucht nach Wesel. Kaum hatte er sich dort gesetzt und seine Truppen gesammelt, rückte der Prinz Ferdinand von Braunschweig mit seinem Heer schon wieder näher. Clermont musste sich erneut zurückziehen und verlor am 23. Juni die Schlacht bei Krefeld. Daraufhin wurde er am 7. Juli von seinem Kommando abberufen.
Nach Versailles zurückgekehrt, wurde er sehr kalt aufgenommen und zog sich auf das der Abtei St. Germain gehörende Schloss Berny zurück, wo er glanzvolle Feste feierte und am 16. Juni 1771 starb. Da er an den Zwistigkeiten der Prinzen mit dem Hof beteiligt war, wenn auch ohne sich besonders hervorzutun, wurde er in aller Stille beigesetzt.
Sein Nachfolger als Großmeister des Freimaurerordens in Frankreich wurde Louis Philippe II. Joseph de Bourbon, duc d’Orléans. Das Gouvernement der Champagne hatte er bereits 1769 an seinen Großneffen, den Herzog von Bourbon, abgetreten.

## Nachkommen
Graf Clermont war seit 1765 heimlich mit der Tänzerin Mademoiselle Leduc verheiratet und hatte mit ihr zwei Kinder, einen Sohn, geboren 1766 (Abbé de Vendôme, † 1800), und eine Tochter, geboren 1768.